# Dương Văn Quảng
Dương Văn Quảng (杨文广; ? - 1074), tên chữ là Trọng Dung, người Tịnh Châu Thái Nguyên (nay là Sơn Tây Thái Nguyên), cháu Dương Nghiệp danh tướng kháng Liêu thời Bắc Tống. Ông cùng ông nội Dương Nghiệp, cha Dương Diên Chiêu 3 đời đều là danh tướng, được gọi là Dương gia tướng.

## Cuộc đời
Ông nội của Dương Văn Quảng là Dương Nghiệp, Vân Châu Quan sát sứ kiêm Tam giao trú bạc binh mã bộ thự, trong chiến dịch bắc phạt niên hiệu Ung Hi kiệt sức bị bắt, tuyệt thực đền nợ nước, được truy phong Kiểm hiệu thái úy, Đại Đồng quân Tiết độ sứ. Cha là Dương Diên Chiêu, Mạc Châu Phòng ngự sứ, Cao Dương quan Phó Đô bộ thự, chết bệnh trong khi nhậm chức. Dương Văn Quảng được tập ấm của cha ra làm quan.
Năm thứ 3 Khánh Lịch (1043) thời Tống Nhân Tông, Hàn Kỳ chinh Tây, Dương Văn Quảng mang chức Ban hành theo đánh giặc Trương Hải, có công thụ chức Điện trực (quan võ chính cửu phẩm). Năm thứ 4 Hoàng Hữu (1052), là Chương Hóa quân Tiết độ sứ, Tuyên Huy Nam viện sứ, Kinh Hồ bắc lộ Tuyên phủ sứ, theo Quảng Nam đông, tây lộ kinh chế tặc đạo sứ Địch Thanh chinh Nam đánh Nùng Trí Cao. Có công lại thăng làm Tả tàng khố sứ (võ quan tòng thất phẩm), đái ngự khí giới (tùy tùng bên cạnh hoàng đế, là chức quan để tăng uy danh).
Trong những năm Trị Bình thời Tống Anh Tông (1064 - 1067), hoàng đế mỗi khi nói đến Dương Văn Quảng, đều gọi là danh tướng, sau đó lại có chiến công, được phong làm Thành Châu Đoàn luyện sứ (tòng ngũ phẩm), thêm chức Long vệ Thần vệ Tứ sương đô chỉ huy sứ. Năm thứ 3 (Trị Bình), thêm chức Phủng nhật Thiên vũ Tứ sương đô chỉ huy sứ. Thần Tông lên ngôi, thăng làm Hưng Châu Phòng ngự sứ (tòng ngũ phẩm), Tần Phượng lộ mã bộ quân phó đô tổng quản. Quan Tư đồ kiêm Thị trung, Thiểm Tây Kinh lược sứ, phán Vĩnh Hưng quân sự Hàn Kỳ lệnh Quảng xây thành ở Tất Lật, Quảng giả xưng xây thành ở Phún Châu, sau đó hành quân gấp đến Tất Lật, hoàn tất xây thành. Lúc quân Tây Hạ đến thì quân Tống đã có chuẩn bị, Tây Hạ đành phải lui binh. Dương Văn Quảng thừa thế sai tướng truy kích, thu hoạch rất nhiều, nhận được chiếu thư ca ngợi, lại được ban áo, đai vàng, yên bạc. Sau lại làm tri châu Kính Châu, Trấn Nhung quân, lại chuyển nhậm chức Định Châu lộ mã bộ quân phó đô tổng quản, thêm chức thị vệ thân quân bộ quân tư đô ngu hầu.
Năm thứ 7 Hi Ninh thời Tống Thần Tông (1074), nước Liêu sai sứ sang yêu cầu chia lại biên giới Đại Châu, Dương Văn Quảng dâng thư hiến trận đồ cùng phương lược thu phục 16 châu Yên Vân. Triều đình chưa trả lời, thì tháng 11, Dương Văn Quảng đã chết bệnh ở nhiệm sở, tháng 4 năm thứ 8 truy phong Đồng Châu quan sát sứ (chính ngũ phẩm).

## Gia đình
Vợ Dương Văn Quảng họ Mộ Dung, thuộc tộc Tiên Ti. Trong "Bảo Đức châu chí" có ghi "Dương Văn Quảng cưới Mộ Dung thị, thiện chiến". Trong bài minh trên bia mộ Dương Kỳ, anh họ Dương Văn Quảng, viết Dương Kỳ cũng cưới Mộ Dung thị. Còn người vợ thiện chiến họ Mô Dung của Dương Văn Quảng kỳ thật là Mộc Quế Anh trong truyện "Dương gia tướng" (chỉ có điều chồng Mục thị lại thành Dương Tông Bảo, mà nguyên bản Dương Văn Quảng lại thành con của nàng). "Mục" là bị sai từ "Mộ Dung".
Trong tiểu thuyết "Dương gia tướng diễn nghĩa" Dương Văn Quảng là con của Dương Diên Chiêu, cháu Dương Nghiệp. Trong "Dương gia phủ diễn nghĩa" Dương Văn Quảng lại là đời thứ 4 của Dương gia tướng, cha mẹ là Dương Tông Bảo, Mục Quế Anh vốn không tồn tại trong chính sử.